# Walkenstein
Walkenstein (früher auch Wolkenstein) ist eine Ortschaft und eine Katastralgemeinde der Gemeinde Sigmundsherberg im Bezirk Horn in Niederösterreich.

## Geschichte
Laut Adressbuch von Österreich waren im Jahr 1938 in der Ortsgemeinde Walkenstein ein Arzt, ein Bäcker, ein Fleischer, zwei Gastwirte, zwei Gemischtwarenhändler, ein Landw. Maschinenhändler, eine Milchgenossenschaft, eine Mühle, ein Schlosser, ein Schmied, ein Schuster, eine Sparkasse, ein Tapezierer, ein Viehhändler und einige Landwirte ansässig. Weiters gab es eine Kaltwasserheilanstalt.

## Bodennutzung
Die Katastralgemeinde ist landwirtschaftlich geprägt. 304 Hektar wurden zum Jahreswechsel 1979/1980 landwirtschaftlich genutzt und 166 Hektar waren forstwirtschaftlich geführte Waldflächen. 1999/2000 wurde auf 305 Hektar Landwirtschaft betrieben und 168 Hektar waren als forstwirtschaftlich genutzte Flächen ausgewiesen. Ende 2018 waren 292 Hektar als landwirtschaftliche Flächen genutzt und Forstwirtschaft wurde auf 170 Hektar betrieben. Die durchschnittliche Bodenklimazahl von Walkenstein beträgt 42,9 (Stand 2010).

## Siedlungsentwicklung
Zum Jahreswechsel 1979/1980 befanden sich in der Katastralgemeinde Walkenstein insgesamt 50 Bauflächen mit 29.751 m² und 62 Gärten auf 83.769 m², 1989/1990 gab es 46 Bauflächen. 

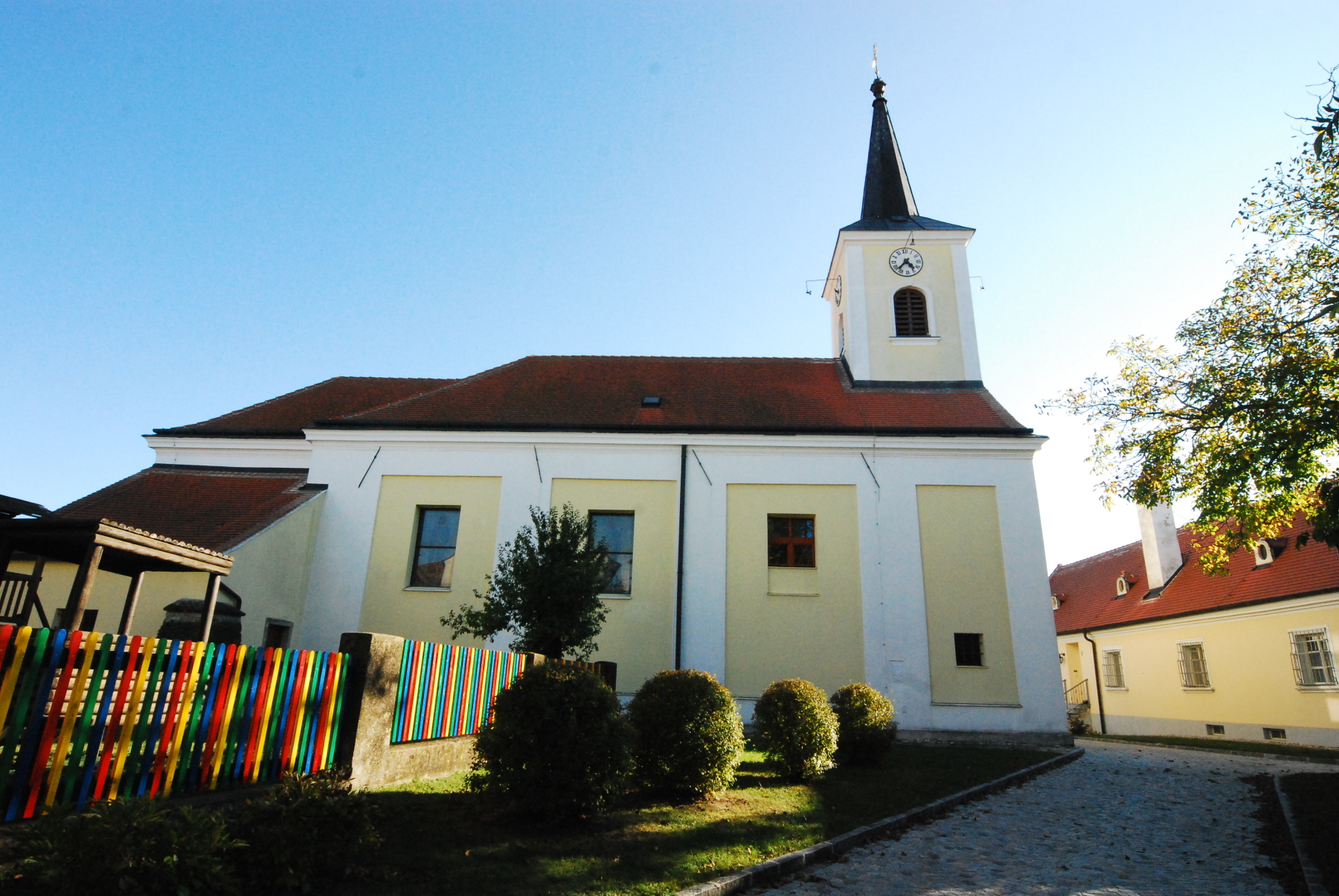
Pfarrkirche Walkenstein

1999/2000 war die Zahl der Bauflächen auf 76 angewachsen und 2009/2010 bestanden 82 Gebäude auf 208 Bauflächen.

## Sehenswürdigkeiten
- Schloss Walkenstein: unter Denkmalschutz
- Katholische Pfarrkirche Walkenstein hl. Margarethe: unter Denkmalschutz

## Öffentliche Einrichtungen
In Walkenstein gibt es einen Kindergarten.